# Natalia Mędrzyk

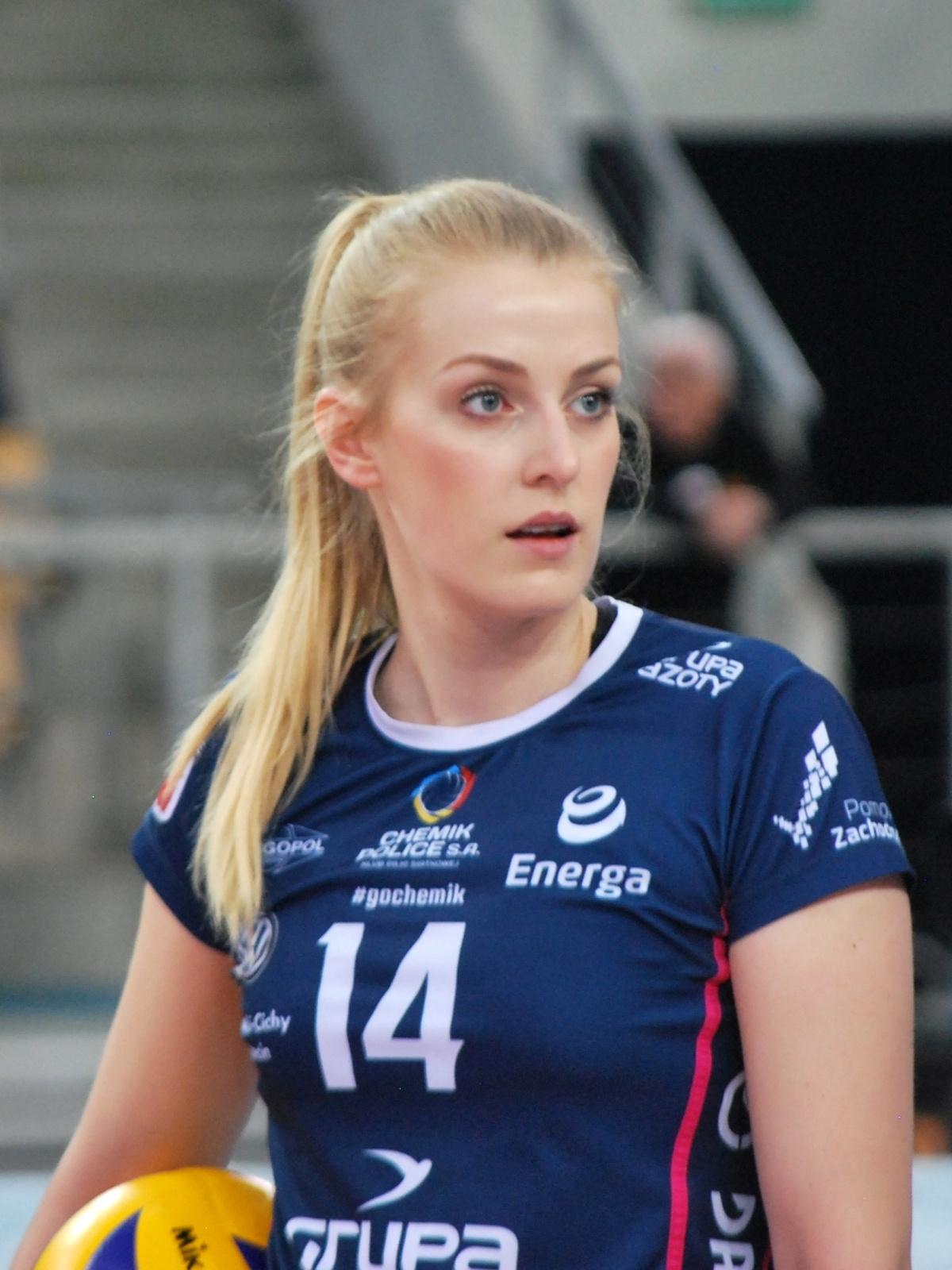
Natalia Mędrzyk zawodniczką Grupy Azoty Chemika Police w sezonie 2017/2018

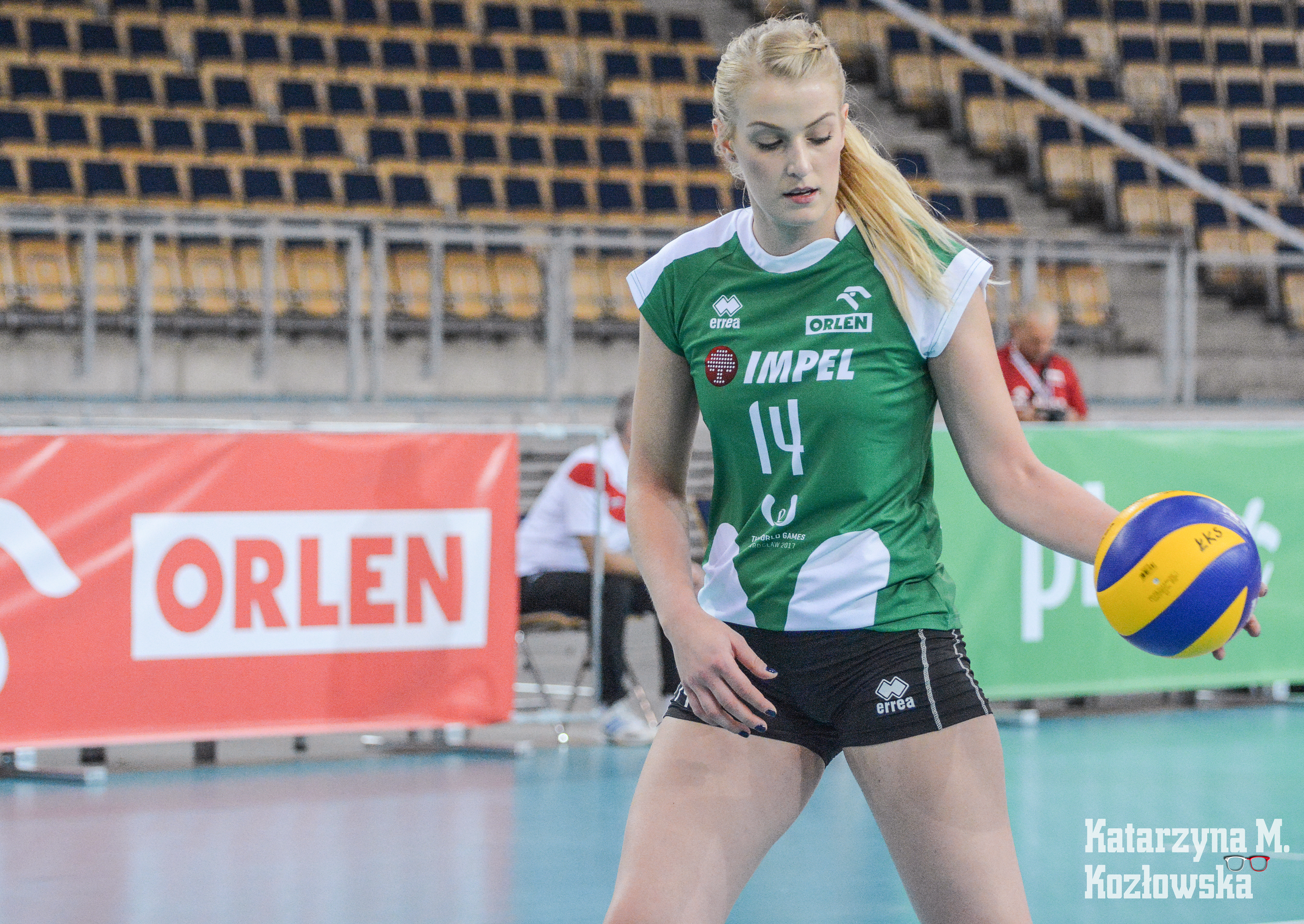
Natalia Mędrzyk zawodniczką Impelu Wrocław

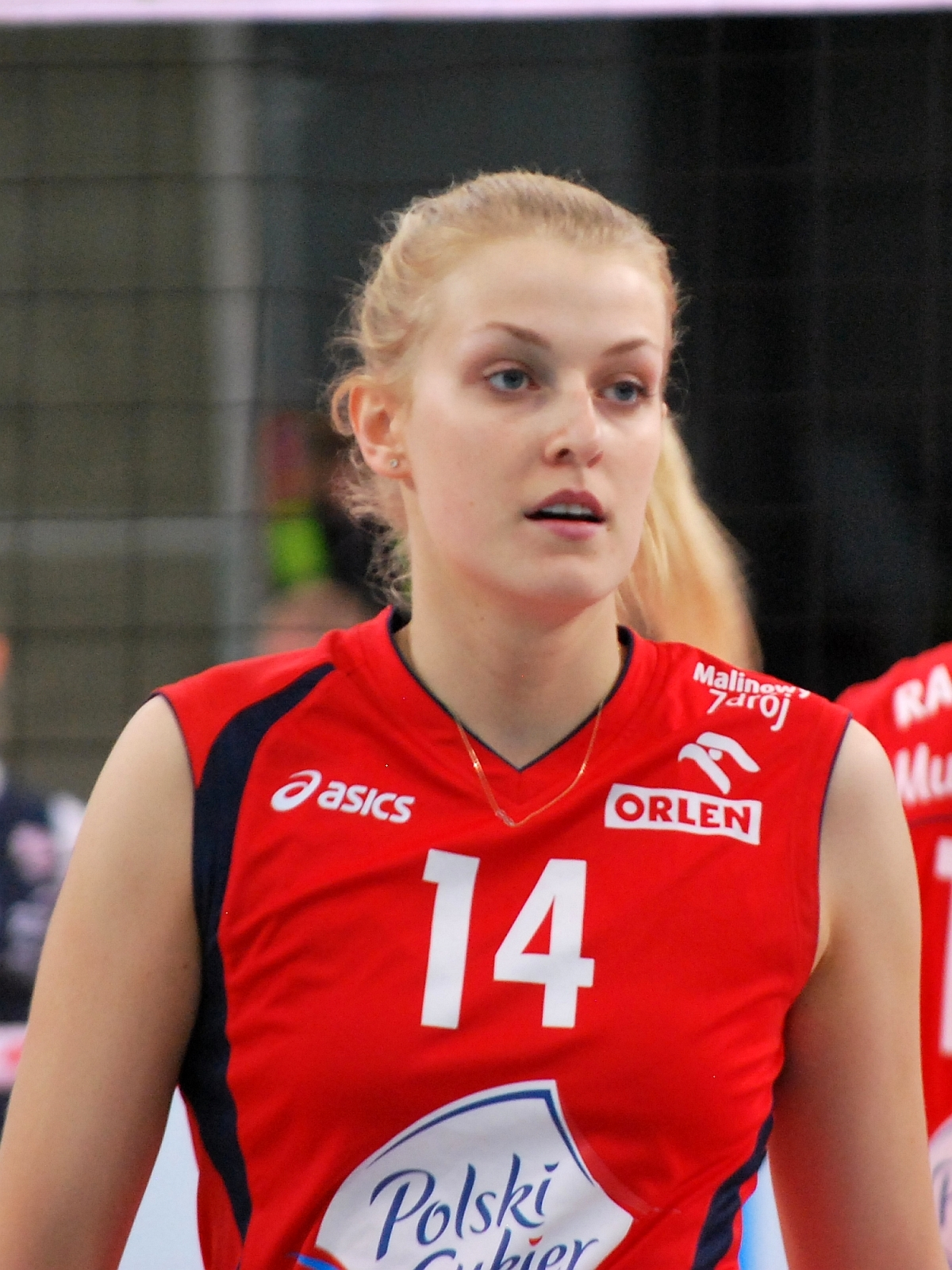
Natalia Kurnikowska zawodniczką Polskiego Cukru Muszynianki Muszyna w sezonie 2014/2015

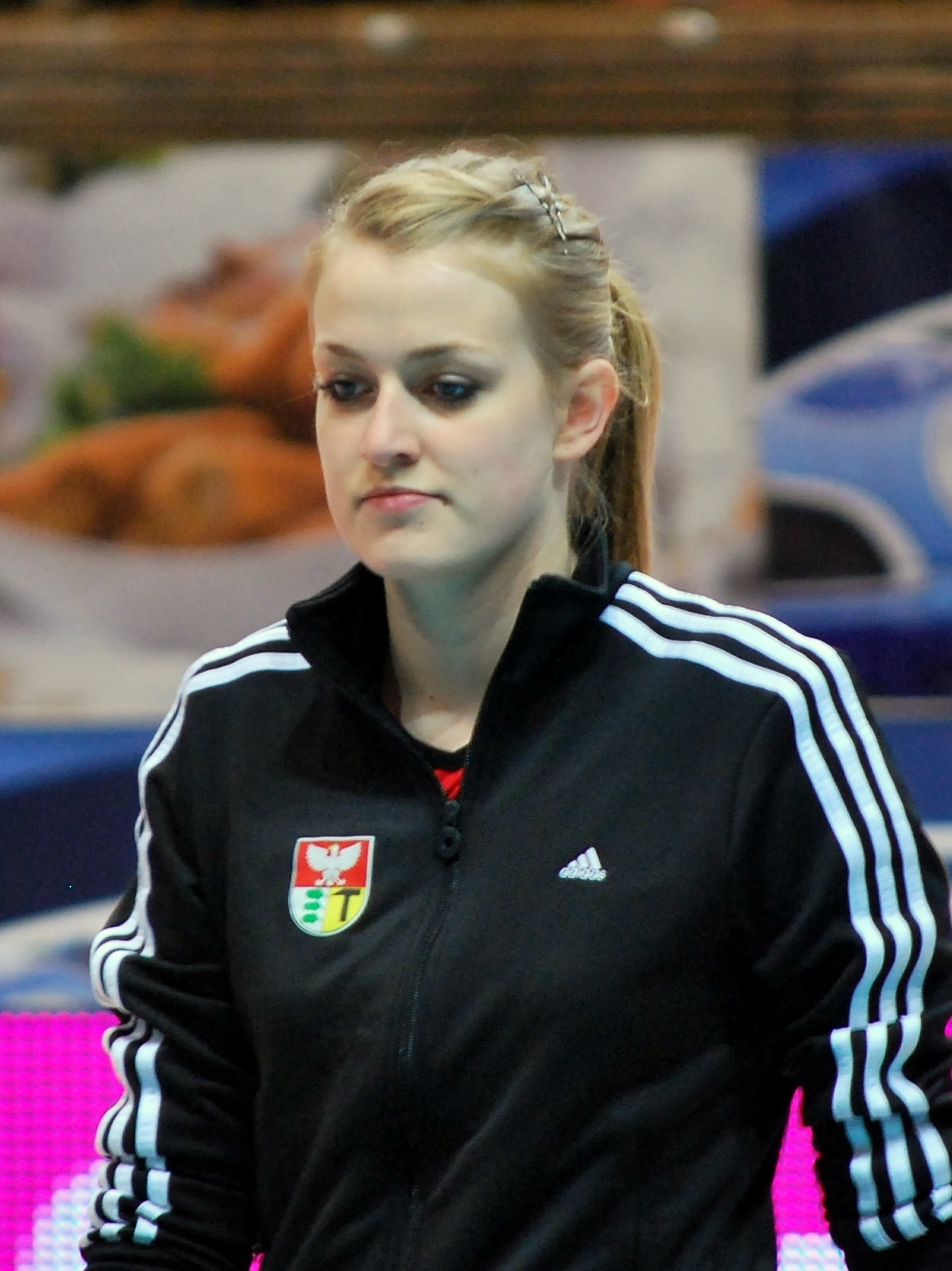
Natalia Kurnikowska zawodniczką Tauronu MKS Dąbrowa Górnicza

Natalia Mędrzyk z domu Kurnikowska (ur. 13 stycznia 1992 roku w Lęborku) – polska siatkarka, grająca na pozycji przyjmującej, reprezentantka kraju. W sezonie 2021/2022 wzięła urlop macierzyński, gdzie urodziła syna.
Jej młodsza siostra Emilia Kurnikowska (ur. 1 stycznia 2002), również jest siatkarką. Gra w juniorskiej drużynie Wieżyca 2011 Stężyca.
13 czerwca 2014 roku zadebiutowała w kadrze Polski seniorek w spotkaniu przeciwko Hiszpanii podczas meczu Ligi Europejskiej.
W 2024 roku w kadrze narodowej Polski trener Stefano Lavarini dał dla niej ksywkę Mama, gdyż była jedyną mamą w reprezentacji Polski. Uznaje siebie za introwertyczkę.
W meczu 6. kolejki TAURON Ligi (2024/2025) pomiędzy drużynami ŁKS Commercecon Łódź i UNI Opole rozegrała swój 300. mecz oraz rozgrywa swój 15 sezon w najwyższej klasie rozgrywkowej w Polsce.
| Natalia Mędrzyk           | Natalia Mędrzyk                   | Natalia Mędrzyk | Natalia Mędrzyk | Natalia Mędrzyk | Natalia Mędrzyk | Natalia Mędrzyk | Natalia Mędrzyk | Natalia Mędrzyk | Natalia Mędrzyk | Natalia Mędrzyk |
| ------------------------- | --------------------------------- | --------------- | --------------- | --------------- | --------------- | --------------- | --------------- | --------------- | --------------- | --------------- |
| Imię i nazwisko urodzenia | Natalia Kurnikowska               |                 |                 |                 |                 |                 |                 |                 |                 |                 |
| Wzrost                    | 184 cm                            |                 |                 |                 |                 |                 |                 |                 |                 |                 |
| Pozycja                   | przyjmująca                       |                 |                 |                 |                 |                 |                 |                 |                 |                 |
| Informacje klubowe        |                                   |                 |                 |                 |                 |                 |                 |                 |                 |                 |
| Klub                      | ŁKS Commercecon Łódź              |                 |                 |                 |                 |                 |                 |                 |                 |                 |
| Numer w klubie            | 41                                |                 |                 |                 |                 |                 |                 |                 |                 |                 |
| Kariera juniorska         |                                   |                 |                 |                 |                 |                 |                 |                 |                 |                 |
| Sezon                     | Klub                              |                 |                 |                 |                 |                 |                 |                 |                 |                 |
|                           | UKS Jedynka Lębork                |                 |                 |                 |                 |                 |                 |                 |                 |                 |
| 2006/2007                 | SMS PZPS Sosnowiec/Gedania Gdańsk |                 |                 |                 |                 |                 |                 |                 |                 |                 |
| 2007/2008                 | SMS PZPS Sosnowiec/Gedania Gdańsk |                 |                 |                 |                 |                 |                 |                 |                 |                 |
| 2008/2009                 | SMS PZPS Sosnowiec/Gedania Gdańsk |                 |                 |                 |                 |                 |                 |                 |                 |                 |
| 2009/2010                 | SMS PZPS Sosnowiec/Gedania Gdańsk |                 |                 |                 |                 |                 |                 |                 |                 |                 |
| Kariera seniorska         |                                   |                 |                 |                 |                 |                 |                 |                 |                 |                 |
| Sezon                     | Klub                              |                 |                 |                 |                 |                 |                 |                 |                 |                 |
| 2010/2011                 | Tauron MKS Dąbrowa Górnicza       |                 |                 |                 |                 |                 |                 |                 |                 |                 |
| 2011/2012                 | PLKS Pszczyna                     |                 |                 |                 |                 |                 |                 |                 |                 |                 |
| 2012/2013                 | AZS Białystok                     |                 |                 |                 |                 |                 |                 |                 |                 |                 |
| 2013/2014                 | Polski Cukier Muszynianka Muszyna |                 |                 |                 |                 |                 |                 |                 |                 |                 |
| 2014/2015                 | Polski Cukier Muszynianka Muszyna |                 |                 |                 |                 |                 |                 |                 |                 |                 |
| 2015/2016                 | Polski Cukier Muszynianka Muszyna |                 |                 |                 |                 |                 |                 |                 |                 |                 |
| 2016/2017                 | Impel Wrocław                     |                 |                 |                 |                 |                 |                 |                 |                 |                 |
| 2017/2018                 | Chemik Police                     |                 |                 |                 |                 |                 |                 |                 |                 |                 |
| 2018/2019                 | Chemik Police                     |                 |                 |                 |                 |                 |                 |                 |                 |                 |
| 2019/2020                 | Chemik Police                     |                 |                 |                 |                 |                 |                 |                 |                 |                 |
| 2020/2021                 | Chemik Police                     |                 |                 |                 |                 |                 |                 |                 |                 |                 |
| 2022/2023 (od 21.11.2022) | Chemik Police                     |                 |                 |                 |                 |                 |                 |                 |                 |                 |
| 2023/2024                 | Chemik Police                     |                 |                 |                 |                 |                 |                 |                 |                 |                 |
| 2024/2025                 | ŁKS Commercecon Łódź              |                 |                 |                 |                 |                 |                 |                 |                 |                 |

## Sukcesy klubowe

### młodzieżowe
Mistrzostwa Polski Młodziczek:
- 2007

Mistrzostwa Polski Kadetek:
- 2007
- 2008, 2009

Mistrzostwa Polski Juniorek:
- 2008, 2009
- 2010

### seniorskie
Mistrzostwo Polski:
- 2018, 2020, 2021, 2024[11]
- 2025[12]
- 2015

Puchar Polski:
- 2019, 2020, 2021, 2023

Superpuchar Polski:
- 2019, 2023[13]

## Sukcesy reprezentacyjne
Liga Europejska:
- 2014

Igrzyska Europejskie:
- 2015

Volley Masters Montreux:
- 2019

Liga Narodów:
- 2024[14]

## Nagrody indywidualne
- 2010: Najlepsza atakująca Mistrzostw Polski Juniorek
- 2021: MVP turnieju finałowego Pucharu Polski